# ? (Lost)
"?" er det 45. afsnit af tv-serien Lost. Episoden blev instrueret af Deran Sarafian og skrevet af Damon Lindelof & Carlton Cuse. Det blev første gang udsendt 10. maj 2006, og karakteren Mr. Eko vises i afsnittets flashbacks.